# Juan Manuel López Amaya
Juan Manuel López Amaya (Granada, Andalucía, España, 4 de marzo de 1977) es un exárbitro de fútbol español de la Segunda División de España. Pertenece al Comité de Árbitros de Andalucía.

## Temporadas
| Categoría            | País   | Año       |
| -------------------- | ------ | --------- |
| Segunda División "B" | España | 2009-2014 |
| Segunda División     | España | 2014-     |